# DOTAMA
DOTAMA（どたま）、1984年〈昭和59年〉11月19日 - ）は、日本のヒップホップのMC。ラッパー。ラジオパーソナリティ。

## 来歴
両親が教員、曽祖父が小学校の校長という教員一家の長男として生まれる。通う高校は進学校で部活も生徒会の会計、とヤンキー文化的ヒップホップには染まりようがなかったと語っている。
学生時代にラッパ我リヤ「Super Hard」を聴いたことがきっかけでラップにはまり、幼馴染であるDUFFとの2MCユニット「5W1H」でラップを始める。キャリア当初はこの他に「KITAKANTOSKILLZ（北関東スキルズ）」のメンバーとしても活動。
高校卒業後は地元・栃木県のホームセンター「カンセキ」に就職し、約10年間サラリーマンとして勤務しながら群馬県のクラブなどで音楽活動を行っていた。自身が20代後半に差し掛かったことを契機に音楽一本で挑戦する決意を固め、2012年に脱サラし上京する。
高校卒業直後の2003年頃からMCバトルに出場するようになる。初出場のMCバトルは「B-BOY PARK 2003」。その後「戦極 MCBATTLE」第７章（2013年）及び第９章（2014年）優勝、「UMB GRAND CHAMPIONSHIP」2013及び2015準優勝、2017優勝など数々のMCバトルで好戦績を収める。
音楽活動以外では栃木県のラジオ局で冠番組を受け持つほか、舞台や映画への出演、サッカーJ1・サガン鳥栖のCHIEF RAP OFFICERを務めるなど、多角的に活動を展開する。2021年には芸能事務所の太田プロダクションに所属し、芸能活動への意欲を示した。

## 人物・作風
- メガネにネクタイ、スーツ姿という一般的なラッパーのイメージからはほど遠い風貌をしている。このスタイルは人生の大半を占めていたサラリーマン生活に由来し、脱サラした後も当時の人生観やヒップホップへのマインドを常に持っていたいと考え、スーツを着用して活動している[2]。
- 『リストラクション～自主解雇のススメ～』や『社会人』など、働く人の立場に立った楽曲を多く発表している[2]。
- MCバトルでは力強く高い声で相手に痛烈なディスを浴びせる[8]ことから、「ディスの極みメガネ」という異名を持つ[10]。
- イギリスのニュースサイト「COMPLEX」において「The Best Of Japanese Hip-Hop: 25 Artists You Need To Know（今注目すべき25組の日本のヒップホップ・アーティスト）」として紹介される[11]。
- 活動初期はDJ UG、2014年からDJ Kuma the Sureshot 、2017年からはDJ YU-TAがライブDJとなった。
- また、明確に大麻反対を表明しているラッパーの1人でもあり警視庁の大麻撲滅キャンペーンにも起用された[12]

## ディスコグラフィ

### シングル
| 発売日         | タイトル                                 | 規格品番           | 収録曲 |
| -------------- | ---------------------------------------- | ------------------ | --- |
| 2017年6月21日  | 謝罪会見                                 | sube-056 /XQND-103 | 1. 謝罪会見 pro.Quviokal 2. 東北道 pro.DJ OKAWARI 3. Y☆KAI WATCH pro.imai(group_inou) 4. 謝罪会見（inst） 5. 東北道（inst） 6. Y☆KAI WATCH（inst） |
| 2017年10月4日  | 俺たちゃ妖怪人間！~人間目指して何が悪い~ |                    | |
| 2019年8月17日  | スーダラ節 feat.BUSINESS FISH            |                    | |
| 2020年6月17日  | RISE                                     | SMMD-001           | |
| 2021年7月6日   | Kingsman feat.晋平太 & DJ MOTOHIRO       | SMMD-002           | |
| 2021年9月8日   | Do The Rhyme Thing feat.SAM & DJ YU-TA   |                    | |
| 2021年12月23日 | 反吐 (feat. 呂布カルマ)                  |                    | |
| 2022年2月17日  | 無礼講                                   |                    | |
| 2022年2月28日  | BURN (feat. Itaq & 輪入道)               |                    | |
| 2022年11月30日 | 歩こう。佐賀県。                         |                    | |
| 2022年12月22日 | New Year's Card                          |                    | |
| 2023年7月12日  | BLOW UP                                  |                    | 1. BLOW UP 2. デイライト |

### FINAL FRASH
| 発売日        | タイトル             | 規格品番   | 収録曲 |
| ------------- | -------------------- | ---------- | --- |
| 2016年6月1日  | FINAL FRASH          | sube-048   | 1. YEAH 2. カリキュラム 3. 正義の味方 4. こんなはずじゃなかった 5. PERFECT MAN 6. FRASH                          |
| 2017年3月29日 | FINAL FRASH FESTIVAL | POCS-30007 | 1. ダメな大人 2. PARADISE 3. ファイナルファイト 4. EXTREME DAY 5. キングダム 6. ラストパーティは永遠に 7. GALAXY |

### ミュージックビデオ
| 公開日         | 監督                      | アーティスト名                         | 曲名                                   |
| -------------- | ------------------------- | -------------------------------------- | -------------------------------------- |
| 2010年3月29日  | 若月優（Bishop）          | DOTAMA                                 | 「音楽ワルキューレ」                   |
| 2011年1月7日   | Paranel（LHW?）           | DOTAMA                                 | 「神さまになった少年〜ホーリーランド」 |
| 2011年1月20日  | 大月壮                    | 今日のワルキューレ（DOTAMA+VOLO+KMC）  | 「今日のワルキューレ」                 |
| 2012年7月3日   | m7kenji                   | DOTAMA×USK                             | 「通勤ソングに栄光を」                 |
| 2013年9月13日  | 藤田将平                  | DOTAMA×ハハノシキュウ                  | 「2012年にクリスマスが終わる」         |
| 2015年8月10日  | 山地康太(EPOCH)           | DOTAMA                                 | 「音楽ワルキューレ2」                  |
| 2016年5月26日  | 坂本渉太                  | FINAL FRASH                            | 「YEAH」                               |
| 2016年10月20日 | 野村武                    | DOTAMA&Kuma The Sureshot feat.NAIKA MC | 「北関東BLUES」                        |
| 2016年12月14日 | Yu Nakajima               | FINAL FRASH                            | 「PARADISE」                           |
| 2016年12月21日 | 野村武                    | DOTAMA feat.掌幻,Dragon One            | 「WINNERS〜Monsters War〜」            |
| 2017年1月11日  | 及川佑介                  | DOTAMA                                 | 「本音 feat.般若」                     |
| 2017年1月17日  | 山口 健人 (BABEL LABEL)   | DOTAMA                                 | 「ベストソング」                       |
| 2017年1月18日  | 加藤マニ                  | FINAL FRASH                            | 「ラストパーティは永遠に」             |
| 2017年6月22日  | 藤代雄一朗                | DOTAMA                                 | 「謝罪会見」                           |
| 2017年7月20日  | 野村武                    | DOTAMA                                 | 「東北道」                             |
| 2018年3月9日   | BLAT WORKS                | DOTAMA feat.MAKA,SAM,NAIKA MC          | 「TECHNICS」                           |
| 2018年5月8日   | 山口健人(BABEL LABEL)     | DOTAMA                                 | 「音楽ワルキューレ３」                 |
| 2018年7月11日  | 野村武                    | DOTAMA                                 | 「悪役」                               |
| 2018年7月31日  | BLAT WORKS                | DOTAMA                                 | 「MY CITY」                            |
| 2018年11月29日 | トトト                    | DOTAMA feat.関取花                     | 「インターステラー」                   |
| 2019年4月30日  | 野村武                    | DOTAMA                                 | 「平成」                               |
| 2020年3月12日  | Yuri Sato                 | DOTAMA feat.KEN THE 390                | 「MORNING RUSH」                       |
| 2020年6月17日  | Atsuki Nakata             | DOTAMA                                 | 「RISE」                               |
| 2020年9月30日  | Hiroki Nakayama           | DOTAMA                                 | 「2ｍ」                                |
| 2021年5月5日   | Little Woody              | DOTAMA                                 | 「東京幻想」                           |
| 2021年6月19日  | Kota Watanabe（ROM Inc.） | DOTAMA feat.晋平太 & DJ MOTOHIRO       | 「Kingsman」                           |
| 2021年12月2日  | NAOTO IFUJI               | DOTAMA                                 | 「赤っ恥」                             |
| 2023年2月28日  | Kozo                      | DOTAMA feat.呂布カルマ                 | 反吐                                   |

### 作詞提供
- ゆるめるモ!×箱庭の室内楽「木曜アティチュード」[13]（2014年）
- トレンディスタイル「YA・BA・I・DE・A・I」[14]（2016年）
- ゆるめるモ!×DOTAMA「フリースタイル全部」（2018年）
- ヒプノシスマイク、シンジュク・ディビジョン”麻天狼”　観音坂独歩（CV.伊東健人）「BLACK OR WHITE」[15]（2020年）
- 若狭湾公式観光ビデオ「若狭の魅力を伝えたいけど予算がねえ」（2021年）
- D.LEAGUE21-22 avex ROYALBRATS ROUND.8「スターゲイト」（2022年）
- オワリズム弁慶「阿修羅 feat.DOTAMA」（2022年）
- 「歩こう。佐賀県。」プロモーションビデオ「歩こう。佐賀県。」（2022年）[16]
- 佐賀県歯科医師会「LOVE&TEETH 〜素敵な歯を守る歯科衛生士〜」（2023年）[17]

## 主なライブ・出演イベント

### ワンマンライブ・主催イベント

#### 2024年
- DOTAMA 3マンLIVE「社交辞令 in 栃木」
  - 1月20日 - HEAVEN'S ROCK 宇都宮 VJ-2
    - ｗ/ 舟平 a.k.a SAM , MAKA
- DOTAMA 3マンLIVE「社交辞令vol.30」
  - 2月27日 - 渋谷O-nest
    - ｗ/ NAIKA MC , yella goat

#### 2023年
- DOTAMA 2マンLIVE「社交辞令vol.24」
- DOTAMA 2マンLIVE「社交辞令vol.25」
- DOTAMA 2マンLIVE「社交辞令vol.26」
- DOTAMA 3マンLIVE「社交辞令vol.27」
- DOTAMA 3マンLIVE「社交辞令vol.28」
- トークイベント「DOTAMANBO」
  - 11月3日 - 下北沢シアターミネルヴァ（東京都）
- DOTAMA 3マンLIVE「社交辞令vol.29」
  - 12月26日 - 渋谷O-nest
    - ｗ/ 鎮座DOPENESS , Fuma no KTR

#### 2022年
- DOTAMA 2マンLIVE「社交辞令vol.19」
- DOTAMA 2マンLIVE「社交辞令vol.20」
- DOTAMA 2マンLIVE「社交辞令vol.21」
- DOTAMA 2マンLIVE「社交辞令vol.22」
- DOTAMA 3マンLIVE「社交辞令vol.23」

2021年
- DOTAMA 2マンLIVE「社交辞令vol.13」
  - 2月14日 - 渋谷O-nest
    - w/ GOMESS

- DOTAMA 2マンLIVE「社交辞令vol.14」
  - 4月25日 - 渋谷O-nest
- w/ あっこゴリラ

- DOTAMA 2マンLIVE「社交辞令vol.15」
  - 6月25日 - 渋谷O-nest
    - w/ 晋平太

- DOTAMA 2マンLIVE「社交辞令vol.16」
  - 8月29日 - 渋谷O-nest
    - w/ SAM

- DOTAMA 2マンLIVE「社交辞令vol.17」
  - 10月31日 - 渋谷O-nest
    - w/ いとうせいこう is the poet

- DOTAMA 2マンLIVE「社交辞令vol.18」
  - 12月19日 - Spotify O-nest
    - w/餓鬼レンジャー

#### 2020年
- 第二回とちぎ未来音楽祭
  - 1月25日 - 宇都宮Luxury Lounge ASH
    - Creepy Nuts、晋平太、SAM、MAKA、Ryo-w2、MIE、松波（DJ SET）、Northke、DJ MOTOHIRO

- DOTAMA 2マンLIVE「社交辞令vol.10」
  - 3月7日 - 渋谷O-nest
    - w/ 輪入道

- DOTAMA 2マンLIVE「社交辞令vol.12」
  - 12月29日 - 渋谷O-nest
    - w/ 呂布カルマ

#### 2019年
- 『MAJESTIC』リリースワンマンツアー＠福岡公演
  - 1月20日 - 福岡Kieth Flack
- 『MAJESTIC』リリースワンマンツアー＠名古屋公演
  - 1月26日 - 栄R.A.D
- 『MAJESTIC』リリースワンマンツアー＠宮城公演
  - 2月2日 - 仙台enn 3rd
- 『ニューワンマン４』～ “ MAJESTIC ”リリースワンマンツアーファイナル ～＠東京公演
  - 2月17日 - 渋谷duo MUSIC EXCHANGE
    - SPECIALGUEST：関取花 / ゆるめるモ！ / SAM / さのまる（佐野ブランドキャラクター）
- とちぎ未来音楽祭
  - 4月14日 - 栃木・宇都宮STELLA
    - LIVE/ MU-TON、SAM、GADORO、Masta Quench、MAKA、Ryo-w2、MIE
    - DJ/ DJ MOTOHIRO
- DOTAMA 2マンLIVE「社交辞令vol.8」
  - 6月30日 - 渋谷O-nest
    - w/ チプルソ
- DOTAMA 2マンLIVE「社交辞令vol.9」
  - 9月14日 - 渋谷O-nest
    - w/ KEN THE 390
- DOTAMA 4th album「社会人」リリースワンマンLIVE「ニューワンマン ５〜入社式〜」
  - 12月30日 - 渋谷O-nest
    - GUEST/ KEN THE 390、ハハノシキュウ

#### 2018年
- DOTAMA 2マンLIVE「社交辞令 vol.3」
  - 2月7日 - 新代田FEVER
    - w/ 関取花

- DOTAMA 2マンLIVE「社交辞令 vol.4」
  - 6月24日 - 渋谷O-nest
    - w/ トリプルファイヤー

- DOTAMA 2マンLIVE「社交辞令 vol.5」
  - 8月26日 - 渋谷O-nest
    - w/ ゆるめるモ！
- DOTAMA 2マンLIVE「社交辞令vol.6 〜1th Anniversary〜」
  - 10月19日 - 渋谷WWW X
    - w/ 四星球
    - GUEST/ SAM、さのまる（佐野ブランドキャラクター）
    - OPENING DJ/ DJ YU-TA

- DOTAMA 2マンLIVE「社交辞令vol.7」
  - 12月16日 - 渋谷O-nest
    - w/ ナードマグネット
    - GUEST/ ハハノシキュウ

#### 2017年
- 「ニューワンマン2」
  - 1月21日 - 渋谷WWW
    - ゲスト: 般若、ハハノシキュウ、Dragon One
    - オープニングDJ: Masayoshi Iimori
    - ライブDJ: Kuma the Sureshot
    - VJ: 山地康太
- DOTAMA LIVE TOUR 2017「ディスり過ぎてごめんなさい。謝罪会見ツアー」
  - 7月8日 - 渋谷WOMB
    - ササクレフェス2017

  - 7月14日 - 大阪アメ村DROP.
    - w/ BILLIE IDLE, クリトリック・リス

  - 7月15日 - 福岡Kieth Flack
    - w/ 電波少女

  - 7月21日 - 宇都宮HEAVEN’S ROCK
    - w/ 岡崎体育

  - 7月22日 - 仙台enn 2nd
    - w/ スカート

  - 8月6日 - 名古屋R.A.D
    - w/ 輪入道

  - 8月13日 - 渋谷WWW
    - w/ 松永天馬と自殺者たち
- DOTAMA 2マンLIVE「社交辞令」
  - 10月13日 - 渋谷O-nest
    - w/ 鎮座DOPENESS
- DOTAMA 2マンLIVE「社交辞令 vol.2」
  - 12月25日 - 渋谷O-nest
    - w/ 空想委員会

#### 2015年
- 「ニューワンマン」
  - 9月11日 - (渋谷O-nest)
    - ゲスト: 長島涼平（the telephones）、松本誠治（the telephones）、ハハノシキュウ
    - オープニングDJ: Quviokal
    - ライブDJ: Kuma the Sureshot

## 主なメディア出演

### テレビ
- Eテレ・ジャッジ「THE PUNCH LINE〜素人が1週間でラッパーになる話〜」（NHK、2016年1月26日）[18]
- フリースタイルダンジョン（テレビ朝日、2016年1 〜 2月、2016年5月 〜 2017年7月） - 初代モンスターとして出演
- ヒルナンデス!（日本テレビ、2016年8月24日）
- 関ジャム 完全燃SHOW（テレビ朝日、2017年3月5日）
- 流派-R SINCE2001（テレビ東京、2017年4月21日、9月22日、29日、2018年2月9日、3月23日、2019年1月18日、2020年8月28日、10月30日、2021年3月5日、26日、2023年3月24日）
- BAZOOKA!!!（BSスカパー！、2017年3月30日、2018年4月16日）
- アメトーーク!（テレビ朝日、2017年4月27日）
- ミュージックステーション（テレビ朝日、2017年6月16日）
- ビットワールド（NHK Eテレ、2017年11月17日）

- 音流~ONRYU~(テレビ東京、2018年4月6日、12月21日)
- 熱波（テレビ埼玉、2018年6月7日）
- ZIP!（日本テレビ、2019年2月26日）
- フリースタイルティーチャー（テレビ朝日、2020年7月 - ) [19]
- 激レアさんを連れてきた。（テレビ朝日、2021年3月15日）
- 痛快TV スカッとジャパン（フジテレビ、2021年8月16日）
- 火曜は全力！華大さんと千鳥くん（関西テレビ、2021年11月2日）
- 激闘！ラップ甲子園への道（TOKYO MX、2021年11月11日、18日、2022年5月16日）
- おしえて！四千頭身（テレビ朝日、2021年12月18日、25日、2022年1月15日、22日）
- シャキーン！（NHK Eテレ、2021年1月17日 ～ 20日）
- マッドマックスTV論破王（テレビ朝日、2021年7月26日、8月2日）
- キヨヅカライザー～音楽考察バラエティ～（テレビ朝日、2021年8月12日、8月19日）
- MUSIC B.B.（全国音楽情報TV、2023年7月 - ）
- 笑いと水の祭典！THE水王（TBSテレビ、2023年8月28日） - ナレーション参加
- フリースタイル日本統一（テレビ朝日、2023年10月3日 - ）[20][21]
- 辞書で呑む（テレビ東京、2024年1月2日）[22]
- チャリダー★快汗！サイクルクリニック RIDE OUT BMXフラットランド（NHK BS、2024年2月9日）
- 秋山ロケの地図（テレビ東京、2024年2月13日、20日）

### ドラマ
- 「わにとかげぎす」　島田裕至役（TBS、2017年7月 〜 9月）
- 「ウチの夫は仕事ができない」4話　本人役（日本テレビ、2017年7月29日）
- レッドアイズ 監視捜査班 第9話（2021年3月20日、日本テレビ） - 山川次郎 役[23]
- 「紫式部のスマホ」6話　僧侶 役（NHK総合、2024年9月17日）

### 舞台
- 「TOKYO TRIBE」　書記長役（渋谷O-EAST 他、2017年9月 〜 10月）
- 「パリピ孔明」（天王洲 銀河劇場、2024年5月） - 日替わりゲスト[24]

### インターネットテレビ
- PrimeAbema（AbemaTV、2016年8月8日[25]、8月17日〜2017年9月20日 毎週水曜レギュラー[26][27]、2017年12月27日）
- ハイスクールダンジョン（AbemaTV、2020年2月 - ） - 審査員として出演
- ヒプマイ ～Division Variety Battle～（AbemaTV、2020年11月21日）
- GENERATIONS高校TV（AbemaTV、2021年2月21日）
- ありがとうSTUDIO COAST　フリースタイルモンスター（AbemaTV、2021年1月2日 - ） - モンスターとして出演
- 称賛MC BATTLE（YouTube、2022年12月14日）
- どっぷりカルチャー（YouTube、2022年12月16日、23日）
- すべてはCになるRAP選手権（AbemaTV、2023年1月28日）
- すべてはGになるRAP選手権（AbemaTV、2023年7月20日）[28]
- my name is（AbemaTV、2024年1月21日）

### ラジオ
- J-WAVE「WORD FREAK」（ナビゲーター、2016年10月7日[29] - ）
- RADIO BERRY（FM栃木）「Ｂ・E・A・T」内「ラッパー・DOTAMAの栃木県をぶっ飛ばせ！」（2018年12月）
- RADIOBERRY（FM栃木）「TOCHIGI TOYOTA PresentsラッパーDOTAMAの栃木県をぶっ飛ばせ！」（2019年4月～）
- WREP「ラッパーDOTAMAの栃木県をぶっ飛ばせ！」（2020年4月〜）
- ニッポン放送「LISTENER'S DELIGHT」(2021年7月11日、2022年7月17日)[30]

### CM
- クロレッツキャンペーン「スッキリコミュニケーション学」（2015年）[31]
- SQUARE ENIX スマートフォン用アプリ「乖離性ミリオンアーサー」（2016年）[32]
- キリン 氷結「氷結専用ICEBOXが当たる！ 」（2016年）[14]
- 日清食品「日清のどん兵衛 東西食べ比べ 東西ラップ対立」（2016年）[33]
- 東芝Dynabook「人間 vs PC RapBattle」（2016年）[34]
- 映画「CYBORG009 CALL OF JUSTICE（DOTAMA with 001 イワン・ウイスキー）」（2016年）[35]
- ティファニー×ゼクシィ「ティファニー・ブルー」（2017年）
- ポケモン公式YouTubeチャンネル「ピカチュウ vs ミミッキュ フリースタイルバトル」（2017年）[36]
- ニトリ「君が旅立つ世界は素晴らしい。」（2018年）
- マルマン『図案』60周年記念「図案～create the future～」(2018年)
- 『リクナビNEXT』（2018年）
- 「DOTAMA×栃木トヨタ」（2019年）
- DOTAMA×ニトリ「君も誰かのインフルエンサー」（2019年）
- 「DOTAMA×栃木トヨタ」（2019年）
- HIS「初夢フェア2020」（2019年、2020年）
- TBS「年またぎスポーツ祭り」（2019年）
- 花王「メンズビオレ」（2020年）[37]
- TBS「S☆１ BASEBALL」(2020年)
- TBS「家族で観ようぜ。プロ野球」特別企画S☆1 BASEBALL×MC DOTAMA（2020年）
- 「Y!mobile」(2020年)

- CHINTAI「探し方イロイロ♪CHINTAI」（2022年）
- LINEツール「LIBOT」（2022年）
- JOYSOUND「Sing together -カラオケ行こう！-」（2022年）
- 「挨拶状ドットコム」（2022年）
- ブリヂストン×ENEOS「タイヤケミカルリサイクル」（2023年）
- Netflix「PLUTO」「DOTAMA ×『PLUTO』だれかこの憎しみを止めてくれ。」（2023年）

- 『Atlas Fallen』日本語版Web CM 爽快アクション篇（2023年[38]）

### 映画
- 「TOKYO TRIBE」 MCクローバー役（2014年）

### 著書
| 発行年月日    | 発行元            | 著書名   |
| ------------- | ----------------- | -------- |
| 2018年5月24日 | DLEパブリッシング | 怒れる頭 |

・幼少時代、学生時代、サラリーマン時代、そして、今までどこにも語られることのなかった家族の話、2006年の弟の自殺。「今の自分、今のスタイルを築きあげたものは何か」について赤裸々に綴っている。

## 経歴
2005年
- 8月、ソロEP「DOTAMATICA EP」を自主制作でリリース[39]。

2007年
- 音楽レーベル「術ノ穴」に所属。
- 9月、ジャズベーシスト、old machineとのアルバム「dotama & old  machine」を発売[40]。

2009年
- ULTIMATE MC BATTLE REVENGE準優勝。

2010年
- 4月、1stアルバム「音楽ワルキューレ」発売[41]。
- 10月、ULTIMATE MC BATTLE栃木予選準優勝。

2011年
- 1月、トラックメイカー、suzumeとのアルバム「ホーリーランド」発売[42]。
- 11月、ULTIMATE MC BATTLE東京予選優勝。2005年からの予選出場で優勝は初。
- 12月、ULTIMATE MC BATTLE本戦に東京代表として準決勝進出。

2012年
- 7月、 8bit Music作曲家、USKとのアルバム「リストラクション〜自主解雇のススメ〜」発売[43]。
- 8月、インターネットレーベルであるMaltine Recordsより、DOTAMA×USKとして「スキナウタ E.P.」を配信リリース[44]。
- 10月、ULTIMATE MC BATTLE栃木予選準決勝進出。

2013年
- 井上三太原作「TOKYO TRIBE2」を映画監督の園子温が映画化するにあたって実施された公開オーディションに参加[45]。2014年8月公開の同作品へ出演。
- 9月、ラッパー、ハハノシキュウとアルバム「13月」発売。[46]
- 11月、ULTIMATE MC BATTLE東京予選優勝。
- 12月、ULTIMATE MC BATTLE本戦に東京代表として出場し、準優勝する。

2014年
- 7月、ULTIMATE MC BATTLE栃木予選優勝。地元の予選優勝では初。
- 12月、ULTIMATE MC BATTLE本戦に栃木代表として２回戦進出。

2015年
- 8月、2ndアルバム「ニューアルバム」発売[47][48]。
- 10月、ULTIMATE MC BATTLE東京予選優勝。
- 12月、ULTIMATE MC BATTLE本戦に東京代表として出場し、準優勝する。

2016年
- 1月、テレビ朝日「フリースタイルダンジョン」にチャレンジャーとして出演。
- 3月、テレビ朝日「フリースタイルダンジョン」にモンスターとして出演決定。
- 6月、TOHOシネマズにて幕間放映のショートアニメ「MCファミリー」に声優として出演[49]。
- 7月、AbemaTV「フリースタイルダンジョン特別編 Monsters War」にチームDOTAMAとして掌幻、Dragon Oneと出場し優勝。
- 7月、シングル「WINNERS〜Monsters War〜」を配信リリース[50]。
- 8月、AbemaTV「AbemaPrime」に水曜レギュラーとして出演（〜2017年9月）[51][52]。
- 9月、トラックメイカー、Kuma the Sureshotとのアルバム「DIRECTORY」発売[53][54]。
- 10月、ラジオ番組「WORD FREAK」がJ-WAVEにおいて放送開始（〜2018年3月）[29]。
- 12月、ベストアルバム「DOTAMA BEST」をリリース[55]。[56]
- 12月、ULTIMATE MC BATTLE本戦にVOTE枠として２回戦進出。
- 12月、AbemaTV「フリースタイルダンジョン 東西！口迫歌合戦」に出演。

2017年
- 6月、Dungeon Monsters名義で「MONSTER VISION」配信リリース[57]。
- 6月、テレビ朝日系「ミュージックステーション」出演[58]。
- 6月、シングル「謝罪会見」発売。
- 7月、全国ツアー「ディスり過ぎてごめんなさい。謝罪会見ツアー」を開催[59]。
- 7月、TBSドラマ「わにとかげぎす」に島田裕至役で出演[60]。
- ９月、舞台「TOKYO TRIBE」に書記長役で出演[61]。
- 10月、TOKYO MX「俺たちゃ妖怪人間」のアニメ主題歌「俺たちゃ妖怪人間！～人間目指して何が悪い～」を配信リリース。[62]。
- 10月、ULTIMATE MC BATTLE東京予選優勝。
- 12月、ULTIMATE MC BATTLE本戦に東京代表として優勝する。[9]。
- 12月、AbemaTV「フリースタイルダンジョンMonstersWar 2017〜お前ら時代に忖度してる場合じゃねぇぞ！全員ブッ潰してやるスペシャル〜」にチーム輪入道として出場し優勝。

2018年
- 3月、3rdアルバム「悪役」発売。
- 4月、ワンマンライブ「ニューワンマン３」を恵比寿LIQUIDROOMにて開催。
- 5月、自伝「怒れる頭」を出版。
- 8月、栃木県佐野市PR大使「佐野ブランド大使」に就任。
- 10月、栃木県佐野市PRソング「MY CITY」配信リリース。
- 10月、「県民DOTAMAの栃木自虐カレンダー2019」発売。
- 12月、ミニアルバム「MAJESTIC」発売。
- 12月、栃木県PR大使「とちぎ未来大使」に就任。

2019年
- 1月、AbemaTV「フリースタイルダンジョンpresents 有名人が監督 プロラッパーチームを作ろう！悶絶のガチバトルSP」へチーム品川として出場。
- 1月、サッカークラブ「サガン鳥栖」のCHIEF RAP OFFICERへ就任。
- 3月、約15年間所属したレーベル「術ノ穴」から独立。自主レーベル「社会人ミュージック」を設立[63][64]。
- 8月、TVアニメ「ビジネスフィッシュ」のコラボ楽曲「スーダラ節 feat.BUSINESS FISH」配信リリース。
- 12月、4thアルバム「社会人」発売。

2020年
- 1月、AbemaTV「フリースタイルMonsters War2020～令和までお待たせしすぎたかもしれませんSP～」へチーム・ブラックカンパニーとして出場し優勝。
- 2月、AbemaTV「ハイスクールダンジョン」へ審査員として出演決定。
- 4月、ヒップホップ専門ラジオ局「WREP」にて「ラッパーDOTAMAの栃木県をぶっ飛ばせ」レギュラー放送。（2020年4月〜）
- 6月、シングル「RISE」配信リリース。
- 7月、テレビ朝日「フリースタイルティーチャー」へ出演。
- 9月、ミニアルバム「SURVIVAL」発売。
- 12月、栃木県佐野市公式プロモーションビデオ「MY CITY」が第二回ふるさと動画大賞審査委員賞を受賞。
- 12月、テレビ朝日「フリースタイルティーチャー」3rd seasonへ出演。

2021年
- 1月、プロバスケットボールチーム「佐賀バルーナーズ」のCHIEF BOOST OFFICERへ就任。
- 6月、テレビ朝日「フリースタイルティーチャー」5th seasonへ出演。
- 7月、シングル「Kingsman」配信リリース。
- 7月、ニッポン放送にて初の冠特番「LISTENER'S DELIGHT」を担当。
- 9月、シングル「Do The Rhyme Thing」配信リリース。
- 12月、シングル「赤っ恥」配信リリース。
- 12月、シングル「反吐」配信リリース。

2022年
- 6月、「JUNGLE FEVER-渋谷レゲエ祭 vs 真ADRENLINE- AFTER PARTY」へ出場し優勝。
- 7月、「戦極vs凱旋 MCBATTLE LAST VISION」へ出場し優勝。
- 8月、「BATTLE SUMMIT」へ出場しベスト8。
- 10月、「戦極　MCBATTLE 第27章 仙台東北公演」に出場しベスト4。
- 11月、「年賀状ドットコム」新CMに楽曲提供。「New Year's Card」
- 12月、「年賀状ドットコム」第二弾CMに出演。人生初のウサ耳着用姿を披露。

「歩こう、佐賀県。」の配信リリース。
「SPOTLIGHT2022」へ出場しベスト4。
2023年
- 5月、「破天鬼7」に出場し優勝。
- 7月、「戦極30章」に栃木9900万パワーズとして出場し優勝。
- 9月、「凱旋MC battle Special2023」に出場し優勝。
- 10月、「Dis4U#10」に出場し優勝。
- 11月、「Red Bull 韻 DA HOUSE in 建学祭」に出演。
- 11月、芸人の溝上たんぼ（新作のハーモニカ）とトークライブ「DOTAMANBO」を開催。